# Bucătărie de fuziune

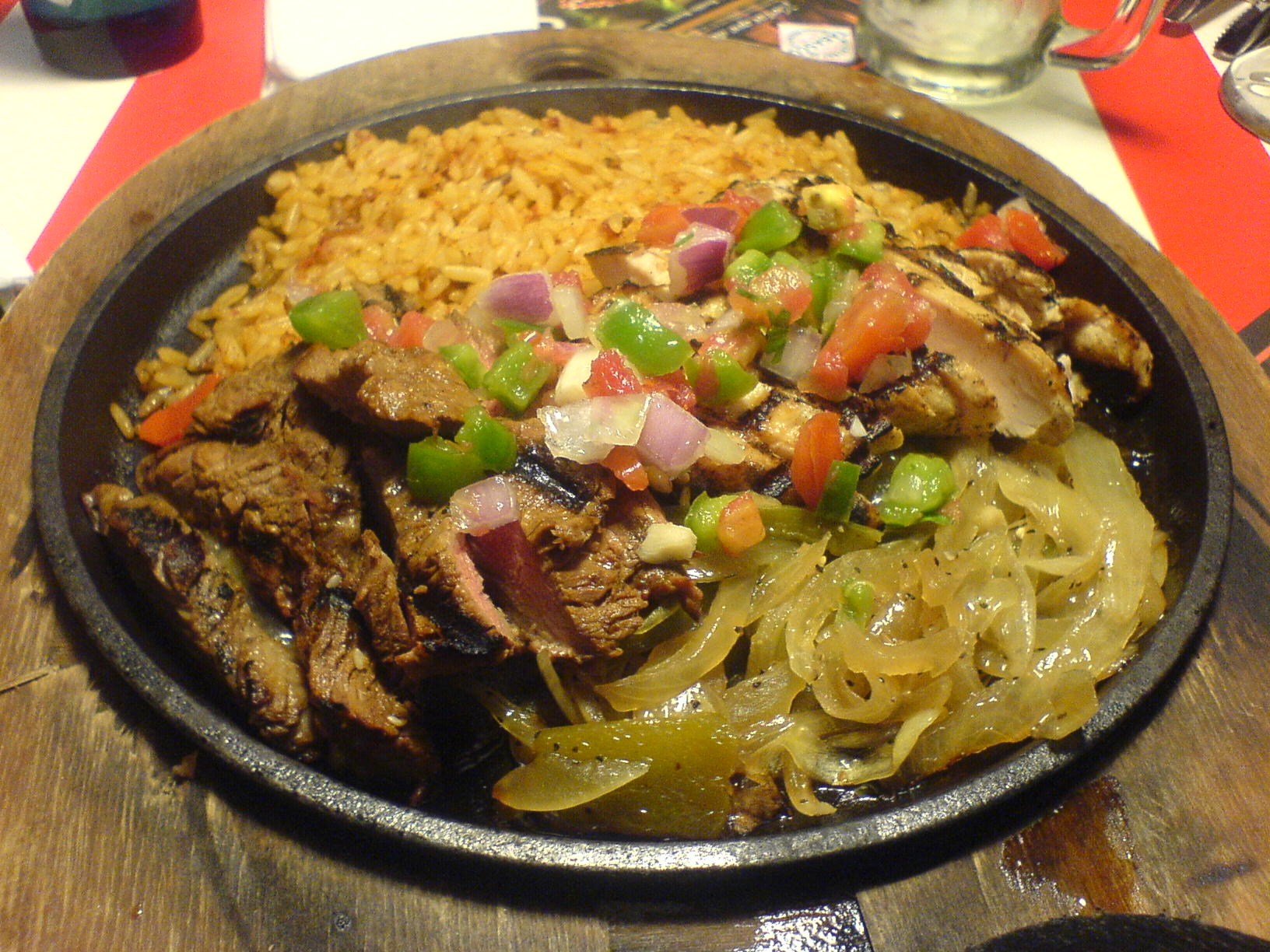
Fajita vită-pui.
Bucătăria Tex-Mex

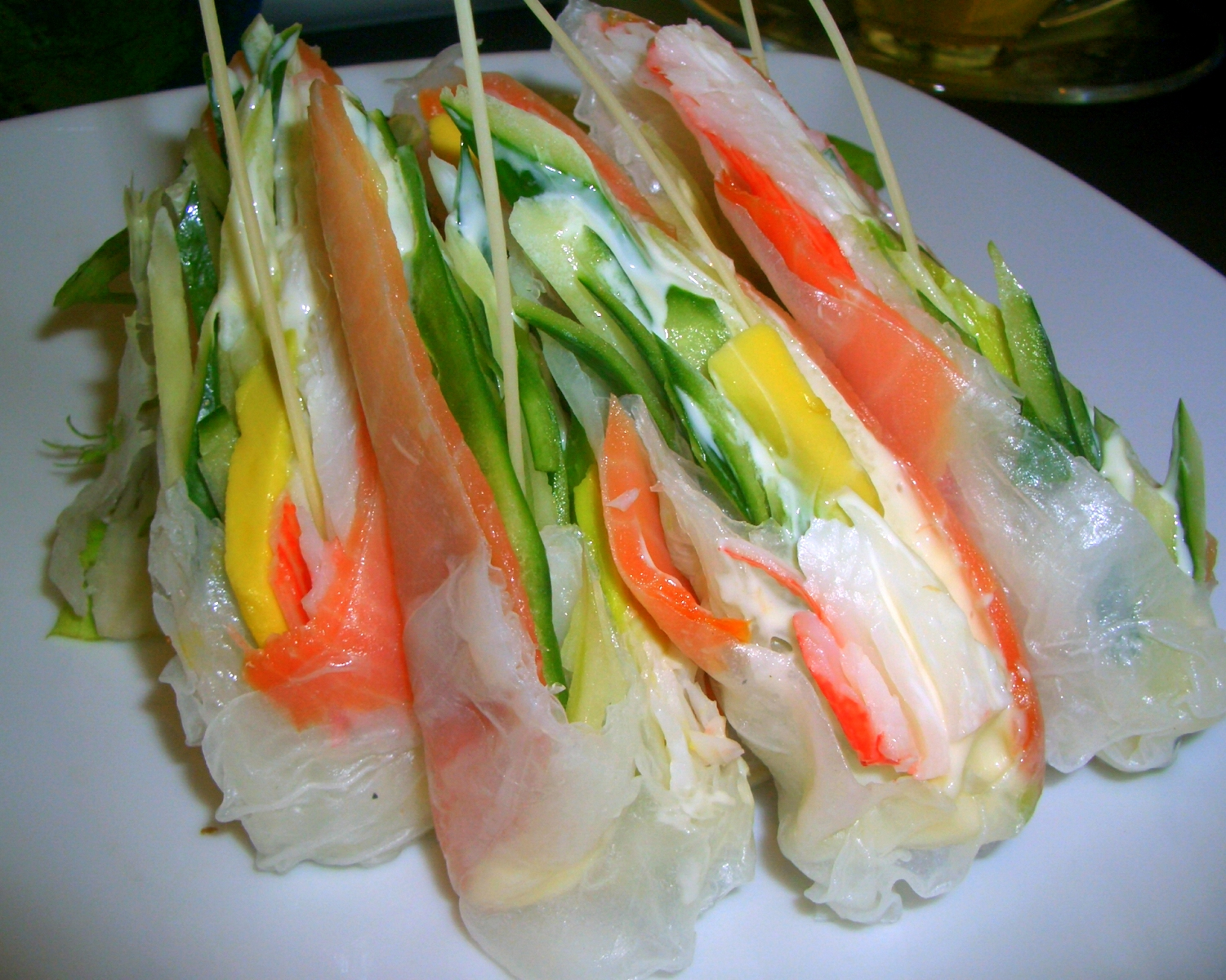
Fuziune gastronomică japonezo-vietnameză : saumon afumat în hărtie de orez, cu avocado, castraveţi şi baton de crab.

Bucătărie de fuziune este un termen al gastronomiei moderne. În cadrul acestei bucătării tehnicile și ingredientele diferitelor arte culinare din arii regionale sau naționale diverse se reunesc într-o sinteză nouă.

## Istoric
Bucătăria de fuziune este o practică gastronomică tipică pentru fenomenul de globalizare, multiculturalitate și interculturalitate. Termenul a fost lansat în 1985 în Statele Unite New York Times, 18 august 1985 : California grows her own cuisine.. Practica bucătăriei de fuziune este însă mult mai veche : bucătăria franco-vietnameză, franco-rusă, bucătăria cajun créole (Louisiana) sau bucătăria Tex-Mex (Texas-Mexic) s-au constituit, de exemplu, în secolele anterioare secolului XX. În România, această concepție gastronomică este reprezentată de maestrul șef bucătar Tibor Kiss-Budai .

## Practica
Pentru a obține gusturi și arome noi, bucătăria de fuziune va amesteca ori diverse platouri, ori va realiza rețete străine cu ingrediente locale.